# 눙어

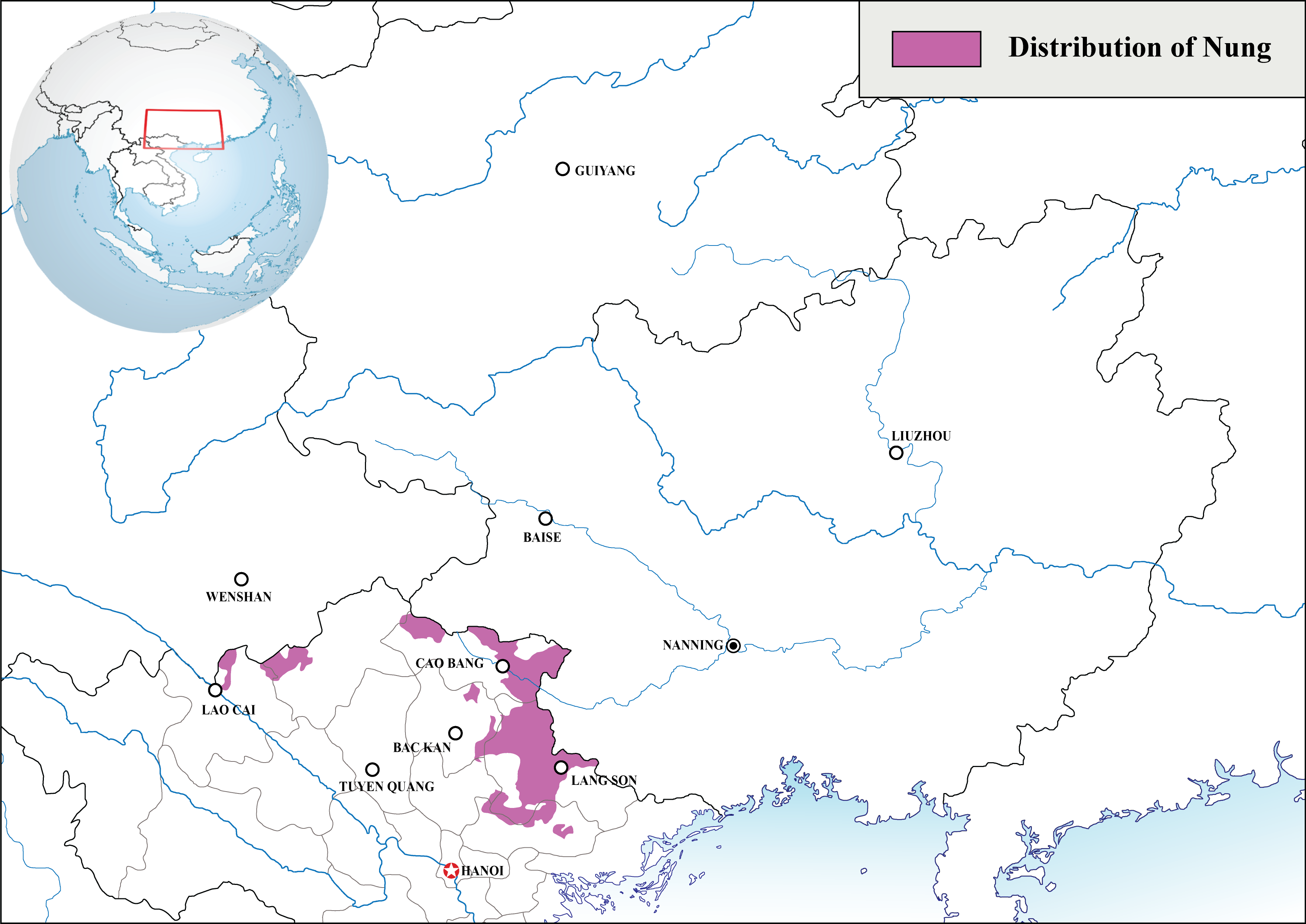
눙어의 지리적 분포

눙어(Nùng)는 베트남 북부의 까오방성과 랑선성에서 주로 사용되는 따이어파 중앙따이어군 언어이다. 따이눙어(Tai Nung, Tày Nùng)라고도 한다. 눙어(Nùng)은 베트남 정부에 의해 눙족으로 분류된 사람들이 사용하는 베트남 북부의 다양한 따이계 언어를 가리키는 통칭이기도 하다. 이들은 본래 좡족으로서 16~18세기에 베트남 북부로 이주해 왔다. 2009년 인구조사 기준 화자 수는 약 968,800명이다.

## 같이 보기
- 눙족